# Stanserhorn
De Stanserhorn is een 1898 meter hoge berg in het kanton Nidwalden, Zwitserland, iets ten zuiden van het Vierwoudstrekenmeer. De naam van de berg komt van het stadje Stans, dat aan zijn voet ligt.
Samen met de Buochserhorn markeert de Stanserhorn de toegang van het dal van Engelberg, dat ten oosten van de berg ligt. Ten noorden van de berg liggen de plaatsjes Stans, Ennetmoos en Oberdorf.
De top van de berg is ontsloten door de historisch belangrijke Stanserhorn-Bahn, die in 1893 gebouwd werd. Het eerste deel van de historische lift, tot Kälti, is bewaard gebleven. Het stuk naar de top werd door een brand verwoest in 1970, waarna een nieuwe lift in gebruik werd genomen in 1975.